# Gravelight - A Luz Sombria
Gravelight - A Luz Sombria é um livro de da escritora norte-americana Marion Zimmer Bradley.

## Sinopse
Ortn's Fork é uma pequenina cidade onde sobrevivem as ruínas de um antigo sanatório, um vórtice de poderes psíquicos malignos. Dois visitantes incomuns, Wycherly e Sinah, lá se encontram e tornam-se as figuras centrais de mórbidos episódios envolvendo possessão, terror, mistério e morte.